# C/1989 X1 (Austin)
C/1989 X1 (Austin) – kometa jednopojawieniowa.

## Odkrycie
Kometa została odkryta 6 grudnia 1989 przez Rodneya R. D. Austina.

## Orbita komety i właściwości fizyczne
Orbita komety C/1989 X1 (Austin) ma kształt hiperboli. Jej peryhelium znajdowało się w odległości 0,35 j.a. od Słońca, zatem wewnątrz orbity Merkurego. Nachylenie jej trajektorii do ekliptyki to wartość 58,9˚.
25 maja 1990 roku kometa znalazła się w odległości ok. 38 mln km od Ziemi. Obiekt ten wykazywał charakterystyczne także dla innych komet widmo; stwierdzono słabą emisję gazów.
Jądro tej komety ma rozmiary maks. kilku km.